# María Rodríguez (cantante)
María Magdalena Rodríguez (Cumaná, 22 de julio de 1924-Cumaná, 30 de septiembre de 2014) fue una cantante, bailarina y cultora venezolana, declarada Patrimonio Cultural en el 2007 en Cumaná, mayormente conocida bajo los apodos de La Sirena de Cumaná o La Mariposa bailadora de Cumaná y por su canción La Oración del Tabaco y su interpretación de Río Manzanares.

## Biografía
Hija de Carmen Rodríguez, y del cuatrista Jesús Ríos, nace en el Barrio Puerto Sucre de Cumaná, cercano a la Plaza Bolívar de la ciudad, es la segunda de siete hermanos, empezó a ser relacionada por sus destacadas participaciones durante su juventud en los Carnavales y Comparsas cumanésas , pero se daría a conocer a los 10 años bajo la guía de Aurelia Rodríguez, en escena al alias de “La Sirena”,bailando, cantando y dando diversión oriental por la cual obtuvo su apodo, aunque cuando joropeó la multicolor “Mariposa”, se impulsó el aumento de su popularidad.
El poeta Santos Barrios, autor del poema “La loca Juanita Mayo”, la invitó a cantar en Radio Cumaná y Radio Sucre, dos medios incipientes que comenzaban a escucharse en esta parte del país y reproducían todos los acontecimientos locales, nacionales e internacionales. A finales de los años 60,  Rodríguez tenía sus primeros discos grabados, empezaba a ser conocida en masa y en esa década dio a conocer su canción más popular: La Oración del Tabaco

## La Oración del Tabaco
El Tabaco es parte de la cultura Cumanesa, las mujeres de la localidad fabrican el mejor tabaco de Venezuela, lo cual inspiró a Rodríguez a escribir el Polo Cumanés La Oración del Tabaco, un tema célebre de esta artista que junto a la pieza Río Manzanares de José Antonio López, son los himnos más conocidos de la ciudad. Ella dice que el tema se trataba también sobre un viaje a Barbados, donde conoció a un hombre que sufrió una brujería y conoció en ella lo que es conocido como una lectura de tabaco algo muy conocido en el Oriente Venezolano 

## Carrera artística
A partir de 1970 junto a Alfredo Armas Alfonzo y Benito Irady funda Comparsas Cumaná. En su haber cosechó dieciséis producciones discográficas como solista, trece discos LP (o long play) de larga duración y tres CD. Entre el repertorio musical de esa artista de la primogénita del continente americano se incluyen: Aguinaldo Bello, El Burro Decente, La Parranda Buena, Yo fumo el Tabaco, La Iguana, La Mariposa, Soñé con el Mariscal, Los Dos Titanes, entre otros.
“La Sirena de Cumaná” no solo se dio a conocer en suelo regional, su personalidad y expresión artística recibió el aplauso en festivales y conciertos internacionales como “Un Cantar del Pueblo Latinoamericano” (Cuba, 1975), “Carifesta” (Jamaica), en Barbados y Trinidad; Memphis May International Festival, Tennessee (Estados Unidos, 1980), Londres y Lisboa (Portugal, 1986).
En febrero de 1994, fue declarada Patrimonio Cultural Viviente del Estado Sucre y fue merecedora de numerosos diplomas y distinciones otorgados por las instituciones gubernamentales regionales y nacionales. El 14 de agosto de 2008 el Ministerio del Poder Popular de la Cultura, la reconoce con el Premio Nacional de Cultura Popular Aquiles Nazoa, así como a otras diez personalidades destacadas en diferentes tendencias del arte, entre las que se contaron Kiddio España por dar empuje al teatro en Anzoátegui y el monaguense Juvenal Ravelo, por su contribución y legado en las Artes Plásticas.

## Vida personal
Fue profesora de Baile y Canto de la Universidad de Oriente durante más de 25 años, tuvo 7 hijos, 30 nietos y 10 bisnietos. Es tía de Francisco “Morocho” Rodríguez, único boxeador en ganar para Venezuela una medalla de oro, en los Juegos Olímpicos de México 1968. Rodríguez no tenía preferencias políticas.
Casada con abogado Jesus Bastidas (Quiquillo Bastidas) padre de su penúltima hija Marja Josefina Rodríguez quienes se conocieron en unas de sus Giras por Venezuela en Ciudad Bolívar a los 34 años de edad cuando el Jesus solo tenía 15 años.
Presentó problemas de salud en su vejez y fue sorprendente para el pueblo cumanes que aun la recordaba que rechazara la ayuda del gobierno, puesto que ella no apoyaba el partido de Nicolás Maduro; también lo fue que la artista viviese toda su vida en el lugar que nació hasta su muerte.

## Muerte
Rodríguez falleció el 30 de septiembre de 2014 a las 5:06 PM en su casa en la Urbanización Gran Mariscal de Ayacucho de Cumaná, en su casa, a los 90 años de edad. Según su médico la causa fue natural, pero era bien conocido que María Rodríguez tenía problemas de salud desde hace un tiempo; fue velada durante tres días y después fue enterrada en el Cementerio Municipal.

## Discografía
- 1965 Comparsas Cumaná
- 1968 A Ti Cumaná Preciosa
- 1974 Rescate Folklórico De Sucre
- 1976 María Rodríguez: La Voz de Cumaná. Promus
- 1977 María Rodríguez: La Voz de Cumaná. Vol 2 Promus
- 1977 Voz De Aquí
- 1978 Los Puertos Cantan
- 1983 Música Popular Tradicional De Venezuela
- 1985 Joropo Oriental. El Arte del Estribillo.
- 1985 Colección Nuevo Mundo
- 1986 María La Tremenda
- 1994 María Por Siempre
- 1998 Entre Ritos Y Parrandas
- 2000 Cruces, Diablos Y Santos

## Canciones populares
- La Oración del Tabaco
- Río Manzanares
- El Negro Catanza
- La Mariposita
- La Culebra
- La Iguana y El Burro
- Los Dos Titanes
- Las Diversiones Oriental
- Los Velorios de la Cruz de Mayo.
- Alma Cumanesa